# بيير رايموند
بيير رايموند (بالفرنسية: Pierre Raymond)‏ هو اقتصادي فرنسي، ولد في 24 يناير 1946 في باريس في فرنسا.